# 허긋토! 프리큐어
《허긋토! 프리큐어》(일본어: HUGっと!プリキュア 허긋토! 푸리큐아[*] 영어: Hugtto! Precure)는 도에이 애니메이션 제작의 애니메이션이다. 캐치프라이즈는 뭐든지 할 수 있어! 뭐든지 될 수 있어! 빛나는 미래를 끌어안고서!

## 개요
- 아사히 방송 및 TV 아사히 계열국을 통해 2018년 2월 4일부터 2019년 1월 27일까지 방영되었다.
- 프리큐어 시리즈 통상 15번째 작품이자 13대 프리큐어에 해당되는 작품으로 3년 만에 《Go! 프린세스 프리큐어》처럼 초기 멤버가 3인 구성이나 Go! 프린세스와 달리 모두 동급생이며, 2명의 추가 전사를 더해 5년만에 《두근두근! 프리큐어》처럼 5인 구성원이 된다.
- 테마는 육아이며, '아이를 지키는 어머니의 사랑'처럼 아기와 사람들과 세계를 지키기 위해 싸우는 이야기이다.
- 프리큐어 시리즈 중 최초로 한 작품에서 신전사가 2명이 출연하였던 작품이다.[2]
- 프리큐어 TV판 작품으로는 최초로 21화와 22화에서 초대작인 빛의 전사 프리큐어의 두 주역인 큐어 블랙과 큐어 화이트가 특별 출연하게 되었고 36화와 37화에서 프리큐어 시리즈 전 캐릭터들이 출연하였던 작품이다. 이는 이 작품의 단독 극장판에서도 이어진다. 또한 극장판 New Stage 한정으로 출연한 큐어 에코가 처음으로 카메오 자격으로 TV판 프리큐어 작품에 출연하였다.
- 단독 극장판으로는 최초로 빛의 전사 프리큐어를 비롯하여 전작인 키라키라☆프리큐어 아라모드에 나오는 모든 프리큐어 캐릭터들이 등장함으로써 올 스타즈가 성립되었던 작품이다.
- 2019년 5월에 헤이세이 시대가 마감되면서 헤이세이 시대에 모든 내용을 방영하였던 마지막 프리큐어 작품이기도 하다.

## 방송 일시
| 방송 채널                  | 방송일                           | 방송 시간 |
| -------------------------- | -------------------------------- | --------- |
| TV 아사히 계열 아사히 방송 | 2018년 2월 4일 ~ 2019년 1월 27일 | 종료      |

## 등장인물

### 허긋토! 프리큐어
노노 하나(노하나) / 큐어 옐(일본어: 野乃 はな / キュアエール)
성우 - 히키사카 리에 / 이지현
색깔 -      분홍색
이 작품의 주인공으로 새학기에 라브니르 학원에 전학 온 중학교 2학년이다. 또래애들보다 키가 매우 작고 얼굴도 앳 되보여서 잘 나가는 멋있는 어른이 되기로 목표 삼고 있다. 활발하고 도전 정신이 강하며 용감한 성격이지만 덜렁대서 실수도 많다. 어느 날 갑자기 나타난 신비한 아기 허그땅을 지키기 위한 강한 마음으로부터 활력의 프리큐어 큐어 옐로 변신한다.
야쿠시지 사아야(하기민) / 큐어 앙쥬(일본어: 薬師寺 さあや / キュアアンジュ)
성우 - 혼이즈미 리나 / 여민정
색깔 -      하늘색
하나네 반 소속의 학급 반장. 예쁘고 나긋나긋한 말씨에 누구에게나 친절하고 상냥한 라브니르 학원의 천사. 똑똑하며 공부도 항상 1등인 우등생이다. 어머니가 배우이며 어릴 적에 아역배우로도 활약했지만 스스로 진짜 하고 싶은 게 뭔지 고민하고 있다. 프리큐어로서 싸우는 하나를 돕고 자신도 강해지고 싶은 마음으로부터 지혜의 프리큐어 큐어 앙쥬로 변신한다.
카가야키 호마레(박소은) / 큐어 에투알(일본어: 輝木 ほまれ / キュアエトワール)
성우 - 오구라 유이 / 우정신
색깔 -      노란색
하나와 같은 반 소속의 멋지고 어른스러운 인상의 소녀. 항상 차분하고 시원시원한 성격을 가졌다. 아기나 동물 같은 귀여운 거 앞에서는 평소 쿨한 모습은 온 데 간 데 없이 정신 못 차릴만큼 엄청 좋아한다. 원래 피겨스케이팅 선수였지만 점프를 실패한 이후부터 스케이트를 멀리하며 모든 일에 의욕이 사라졌지만 하나, 사아야와 친해지면서 다시 한 번 높이 날고 싶은 뜨거운 마음이 생기면서 자신의 약한 마음을 극복하고 힘의 프리큐어 큐어 에투알로 변신한다.
아이사키 에미루(이도실) / 큐어 마셰리(일본어: 愛崎 えみる / キュアマシェリ)
성우 - 타무라 나오 / 송하림
색깔 -      빨간색
하나의 여동생 친구다. 코토리의 반 친구이자 초등학교 6학년. 히어로를 동경하며 주변 사람들을 늘 걱정하지만 지나치게 잔걱정이 많은 성격으로 뭐든지 부정적으로 생각하고 준비하는 습관이 있다. 절대음감의 소유자이며 음악과 기타에 애정이 깊으나 이해 못 하는 고지식하고 보수적인 오빠와 달리 자신의 기타에 대한 사랑을 이해하고 공감하는 루루에게 강한 우정을 느끼고 서로의 통하는 마음이 기적을 일으켜서 루루와 함께 사랑의 프리큐어 큐어 마셰리로 변신한다.
루루 아무르(장무림) / 큐어 아무르(일본어: ルールー・アムール / キュアアムール)
성우 - 타무라 유카리 / 문남숙
색깔 -      보라색
원래 크라이아스 사에 소속 된 소녀형 안드로이드. 프리큐어들을 조사하기 위해 하나에게 접근한 게 처음 목적이었지만 하나와 친구들과 접하면서 마음이 생기기 시작하며 크라이아스 사와 결별하게 되고 에미루와 만남으로 음악의 혼에 눈을 뜨고 에미루와 우정이 깊어져간다. 처음부터 프리큐어의 적이었다. 그 서로의 통하는 마음이 기적을 일으켜서 에미루와 함께 사랑의 프리큐어 큐어 아무르로 변신한다.

### 프리큐어 관련
허그땅(はぐたん)
성우 - 타다 코노미
색깔 -      분홍색
어느 날 갑자기 하나 앞에 나타난 아기. 보모 역인 해리와 함께 크라이아스 사에 추격을 따돌리고 도망 쳐 왔다. 이 세계에 흘러넘치는 내일파워가 줄어들면 예민해서 금방 약해진다.
해리햄 해리(ハリハム・ハリー)
성우 - 노다 준코 (요정 모습), 후쿠시마 쥰 (인간 모습)
색: -      빨간색
칸사이 사투리를 구사하는 햄스터. 허그땅과 함께 하나네 집으로 도망 쳐 왔다. 프리큐어들에게 앞으로의 방향을 알려주는 건지 의욕이 없는 건지 모르겠다. 인간 모습으로 변신하면 미청년으로 바뀐다.

### 크라이아스사

#### 상층부
죠지 크라이 / 프레지던트 크라이(ジョージ・クライ / プレジデント・クライ)
성우 - 모리타 준페이
리스톨(リストル)
성우 - 미키 신이치로
크라이아스 사에 소속 된 중년 남성. 직책은 비서.

#### 아사하부지사

##### 구체제
다이간(ダイガン)
성우 - 마치다 마사노리
크라이아스 사에 소속 된 중년 남성. 직책은 부장.
챠라리트(チャラリート)
성우 - 오치아이 후쿠시
크라이아스 사에 소속 된 젊은 남성. 직책은 계장.
팟프르(パップル)
성우 - 오오하라 사야카
크라이아스 사에 소속 된 젊은 여성. 직책은 부장.
루루(일본어: ルールー)
성우 - 타무라 유카리
크라이아스 사에 소속 된 소녀형 안드로이드. 안드로이드 제품명은 RUR-9500. 직책은 아르바이트. 로봇답게 감정을 드러내지 않으며 상사의 지시에 충실히 따른다. 정확한 조언과 계산, 분석을 특기로 삼는다. 외국인 유학생으로 하나네 집에 홈스테이한다. 그 과정에 마음이 생기며 하나 일행의 편을 들기로 하며 퇴직하게 되었다.

##### 신체제
제로스(ジェロス)
성우 - 카이다 유코
크라이아스 사에 소속 된 젊은 여성. 직책은 제너럴 매니저.
진진(ジンジン)
성우 - 코지마 요시오
타쿠미(タクミ)
성우 - 야마다 루이 53세
닥터 트라움(ドクター・トラウム)
성우 - 하시 타카야
크라이아스 사에 소속 된 중년 남성. 직책은 고문.
비신(ビシン)
성우 - 아라이 사토미
크라이아스 사에 소속. 직책은 커스터머 스페셜리스트.

### 특별출연
미스미 나기사(묵하람), 유키시로 호노카(백시연)
성우 - 혼나 요코 / 미정, 유카나 / 미정
초대작인 빛의 전사 프리큐어에 등장하는 초대 프리큐어들. 21화와 22화에서 특별출연하였으며 프리큐어 15주년을 기념하여 최초로 후배 프리큐어들이 출연하는 TV 애니메이션에 등장하였다.
프리큐어 올스타즈
36화, 37화에서 출연하게 되었던 프리큐어 시리즈 전 캐릭터들. 초대 프리큐어인 미스미 나기사와 유키시로 호노카를 비롯해 전작인 키라키라☆프리큐어 아라모드 전 캐릭터들까지 출연하였다.
큐어 에코
극장판 올스타즈 New Stage 한정으로 나온 캐릭터로 이 작품을 통해서 TV판에서는 처음으로 특별출연하였다.
호시나 히카루/큐어 스타(일본어: 星奈 ひかる / キュアスター)
성우 - 나루세 에이미(덴파구미.inc)
차기작인 스타☆트윙클 프리큐어의 주인공. 최종화에서 선행출연하였다.

## 주제가
오프닝 테마 〈We can!! 허긋토! 프리큐어〉
가수 - 미야모토 카나코 / 작사 - 후지모토 노리코 / 작곡 · 편곡 - 후쿠토미 마사유키
첫 번째 엔딩 테마 〈허긋토! 미래☆Dreamer〉(1화-22화)
가수 - 히키사카 리에, 혼이즈미 리나, 오구라 유이 / 작사 - 미즈노 겐키 / 작곡 · 편곡 - 무츠키 슈헤이
두 번째 엔딩 테마 〈허긋토! YELL FOR YOU〉(23화-49화)
가수 - 히키사카 리에, 혼이즈미 리나, 오구라 유이, 타무라 나오, 타무라 유카리 / 작사 - 무츠미 스미요 작곡 · 편곡 - KOH

## 방영 목록
| 화수       | 제목 | 방송일           |
| ---------- | --- | ---------------- |
| 01         | フレフレみんな! 元気のプリキュア、キュアエール誕生! 모두 후레이 후레이! 활기의 프리큐어, 큐어 옐 탄생!               | 2018년 2월 4일   |
| 02         | みんなの天使! フレフレ! キュアアンジュ! 모두의 천사! 후레이 후레이! 큐어 앙주!                                       | 2018년 2월 11일  |
| 03         | ごきげん? ナナメ? おでかけはぐたん! 기쁘니? 슬프니? 허그땅의 외출!                                                   | 2018년 2월 18일  |
| 04         | 輝け! プリキュアスカウト大作戦! 빛나라! 프리큐어 스카우트 대작전!                                                    | 2018년 2월 25일  |
| 05         | 宙を舞え! フレフレ! キュアエトワール! 하늘에서 춤춰라! 후레이 후레이! 큐어 에투알!                                   | 2018년 3월 4일   |
| 06         | 笑顔、満開! はじめてのおしごと! 미소, 활짝! 처음 하는 일!                                                            | 2018년 3월 11일  |
| 07         | さあやの迷い? 本当にやりたいことって何? 망설이는 사아야? 진짜 하고 싶은 건 뭐야?                                     | 2018년 3월 18일  |
| 08         | ほまれ脱退!? スケート王子が急接近! 호마레 탈퇴!? 스케이트 왕자가 급접근!                                             | 2018년 3월 25일  |
| 09         | をこえ行こうよ! レッツ・ラ・ハイキング! 언덕을 넘어 가자! 렛츠 라 하이킹!                                            | 2018년 4월 1일   |
| 10         | ありえな~い! ウエイトレスさんは大忙し! 말도 안 돼!웨이트리스는 너무 바빠!                                            | 2018년 4월 8일   |
| 11         | 私がなりたいプリキュア! 響け! メロディーソード! 내가 되고 싶은 프리큐어! 울려라! 멜로디 소드!                        | 2018년 4월 15일  |
| 12         | ドキドキ! みんなでパジャマパーティー! 두근두근!모두 함께 파자마 파티!                                                | 2018년 4월 22일  |
| 13         | 転校生は フレッシュ & ミステリアス! 전학생은 후레쉬 & 미스테리어스!                                                  | 2018년 4월 29일  |
| 14         | はぎゅ~! 赤ちゃんスマイルめいっぱい! 하규~! 베이비 스마일 힘차게!                                                    | 2018년 5월 6일   |
| 15         | 迷コンビ...? えみるとルールーのとある一日 이상한 콤비..? 에미루와 루루의 어떤 하루                                   | 2019년 5월 13일  |
| 16         | みんなのカリスマ!? ほまれ師匠はつらいよ 모두의 카리스마!? 호마레 스승은 힘들어                                       | 2018년 5월 20일  |
| 17         | 哀しみのノイズ… さよなら、ルールー 슬픔의 노이즈… 안녕, 루루                                                         | 2018년 5월 27일  |
| 18         | でこぼこコンビ! 心のメロディ! 울퉁불퉁 콤비! 마음의 멜로디!                                                          | 2018년 6월 3일   |
| 19         | ワクワク!ㅠ憧れのランウェイデビュー!? 두근두근! 꿈에 그린 런웨이 데뷔!?                                              | 2018년 6월 10일  |
| 20         | キュアマシェリとキュアアムール! フレフレ! 愛のプリキュア! 큐어 마셰리와 큐어 아무르! 후레이 후레이! 사랑의 프리큐어! | 2018년 6월 17일  |
| 21         | 大暴走? えみるがなりたいプリキュア! 대폭주? 에미루가 되고 싶은 프리큐어!                                             | 2018년 6월 24일  |
| 22         | たりの愛の歌! 届け! ツインラブギター! 두 사람의 사랑의 노래! 닿아라! 트윈 러브 기타!                                 | 2018년 7월 1일   |
| 23         | 最大のピンチ! プレジデント・クライあらわる! 최대 위기! 프레지던트 크라이 나타나다!                                   | 2018년 7월 8일   |
| 24         | 元気スプラッシュ! 魅惑のナイトプール! 활력 스플래시! 매혹의 나이트 풀!                                               | 2018년 7월 15일  |
| 25         | 夏祭りと花火とハリーのヒミツ 여름축제와 불꽃놀이와 해리의 비밀                                                       | 2018년 7월 22일  |
| 26         | 大女優に密着! さあやとおかあさん 대 여배우에 밀착! 사아야와 엄마                                                     | 2018년 7월 29일  |
| 27         | 先生のパパ修行! こんにちは、あかちゃん! 선생님의 아빠 수행! 반가워, 아가야!                                          | 2018년 8월 12일  |
| 28         | あのコのハートをキャッチ♡ フレフレ! もぐもぐ! 그 아이의 하트를 캐치♡ 후레이 후레이! 모구모구!                        | 2018년 8월 19일  |
| 29         | ここで決めるよ! おばあちゃんの気合のレシピ! 여기서 결정하자! 할머니의 기합의 레시피!                                 | 2018년 8월 26일  |
| 30         | 世界一周へGO GO! みんなの夏休み! 세계 일주로 GO GO! 모두의 여름방학!                                                 | 2018년 9월 2일   |
| 31         | 時よ、すすめ! メモリアルキュアクロック誕生! 시간이여, 흘러라! 메모리얼 큐어 클락 탄생!                               | 2018년 9월 9일   |
| 32         | これって魔法? ほまれは人魚のプリンセス! 이건 마법? 호마레는 인어의 프린세스!                                         | 2018년 9월 16일  |
| 33         | 要注意! クライアス社の採用活動!? 요주의! 크라이아스 사의 채용 활동!?                                                 | 2018년 9월 23일  |
| 34         | 名探偵ことり! お姉ちゃんを調査せよ! 명탐정 코토리! 언니를 조사하라!                                                  | 2018년 9월 30일  |
| 35         | 命の輝き! さあやはお医者さん? 생명의 빛! 사아야는 의사 선생님?                                                       | 2018년 10월 7일  |
| 36         | フレフレ! 伝説のプリキュア大集合!! 후레이 후레이! 전설의 프리큐어 대 집합!!                                          | 2018년 10월 14일 |
| 37         | 未来へ! プリキュア・オール・フォー・ユー! 미래로! 프리큐어 올 포 유!                                                 | 2018년 10월 21일 |
| 38         | 幸せチャージ! ハッピーハロウィン! 행복 차지! 해피 할로윈!                                                            | 2018년 10월 28일 |
| 39         | 明日のために…! みんなでトゥモロー! 내일을 위해…! 모두 함께 투모로우!                                                 | 2018년 11월 11일 |
| 40         | ルールーのパパ!? アムール、それは… 루루의 아빠!? 아무르, 그것은…                                                     | 2018년 11월 18일 |
| 41         | えみるの夢、ソウルがシャウトするのです! 에미루의 꿈, 소울이 샤우트해요!                                              | 2018년 11월 25일 |
| 42         | エールの交換! これが私の応援だ!! 옐의 교환! 이것이 나의 응원이다!!                                                   | 2018년 12월 2일  |
| 43         | 輝く星の恋心。 ほまれのスタート。 빛나는 별의 연심. 호마레의 스타트.                                                 | 2018년 12월 9일  |
| 44         | 夢と決断の旅へ! さあやの大冒険! 꿈과 결단의 여행으로! 사아야의 대모험!                                               | 2018년 12월 16일 |
| 45         | みんなでＨＵＧっと! メリークリスマス☆ 모두 함께 허긋토! 메리 크리스마스☆                                             | 2018년 12월 23일 |
| 46         | クライ、ふたたび! 永遠に咲く理想のはな 크라이, 다시 나타나다! 영원히 피는 이상의 꽃                                  | 2019년 1월 6일   |
| 47         | 最終決戦! みんなの明日を取り戻す! 최종결전! 모두의 내일을 되찾아라!                                                  | 2019년 1월 13일  |
| 48         | なんでもできる! なんでもなれる! フレフレわたし! 뭐든지 할 수 있어! 뭐든지 될 수 있어! 후레이 후레이 나!              | 2019년 1월 20일  |
| 49[최종회] | 輝く未来を抱きしめて 빛나는 미래를 끌어안고서                                                                        | 2019년 1월 27일  |

## 극장판

### 크로스 오버 극장판
극장판 프리큐어 슈퍼스타즈!
2018년 3월 17일 공개.
극장판 허긋토! 프리큐어♡두 사람은 프리큐어 올스타즈 메모리즈
2018년 10월 27일 공개. 프리큐어 15주년 기념작으로, 전작인 두 사람은 프리큐어 외 프리큐어 전 작품을 콜라보한 크로스 오버 작품이다.
극장판 프리큐어 미라클 유니버스
2019년 3월 16일 공개.
극장판 프리큐어 미라클 리프 모두에게 이상한 하루
2020년 10월 31일 공개.
극장판 프리큐어 올스타즈 F
2023년 9월 15일 공개. 프리큐어 20주년 기념작이다.